# Język czeski

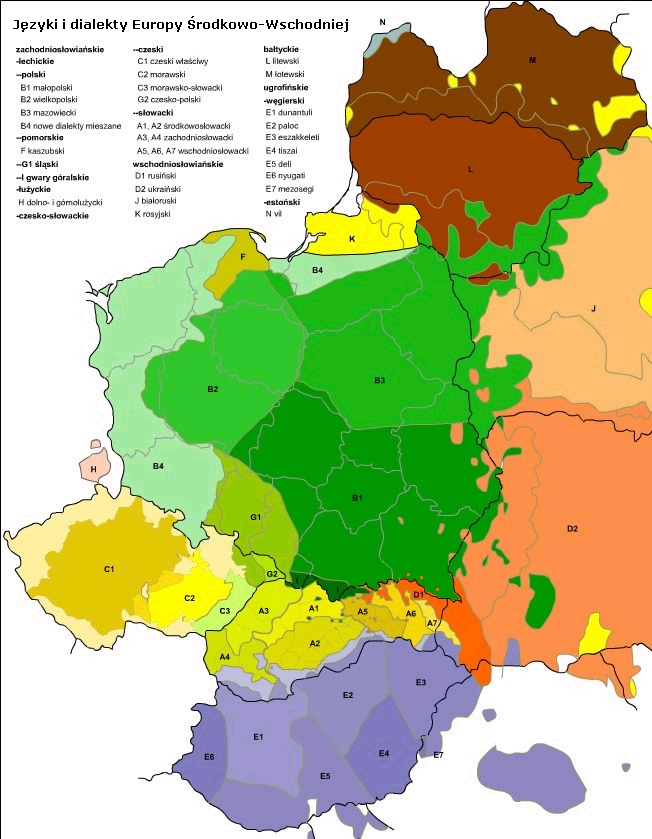
Języki i dialekty Europy Środkowo-Wschodniej

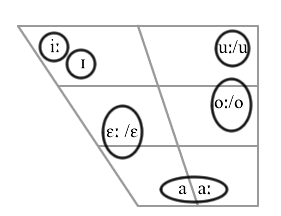
Wymowa czeskich samogłosek według The Handbook of the International Phonetic Association.

Język czeski (cz. český jazyk, čeština [ˈt͡ʃɛʃcɪna]) – język z grupy zachodniosłowiańskiej, stanowiącej część rodziny indoeuropejskiej. Najbliżej spokrewniony jest ze słowackim, a w dalszej kolejności również z polskim, kaszubskim oraz łużyckimi.
Wywodzi się z języka praindoeuropejskiego za pośrednictwem prasłowiańskiego. W mowie rozwijał się od X wieku, a jego pierwsze zabytki pochodzą z wieku XIII. Późne średniowiecze to okres rozkwitu czeszczyzny i jej silnego oddziaływania na inne języki (w tym polski), jednakże po 1620 roku nastąpił proces jej upadku i dominacji na ziemiach czeskich języka niemieckiego. W pierwszej połowie XIX wieku nastąpiło czeskie odrodzenie narodowe i stworzenie współczesnego standardu literackiego.
Czeski jest językiem ojczystym dla około 11,5 miliona ludzi, z czego ponad 10 milionów to mieszkańcy Czech. Resztę stanowią przede wszystkim imigranci i ich potomkowie w wielu krajach Europy, obu Ameryk czy Australii. Jest na 73. miejscu wśród najczęściej używanych języków świata.
Podobnie jak inni przedstawiciele grupy słowiańskiej czeszczyzna należy do języków fleksyjnych, charakteryzujących się rozbudowaną deklinacją i koniugacją. Do zapisu używany jest alfabet łaciński wzbogacony o znaki diakrytyczne (zob. alfabet czeski). W wymowie cechuje go akcent dynamiczny padający na pierwszą sylabę (akcent inicjalny), istnienie długich samogłosek oraz specyficzna głoska ř. Wyróżnia się cztery główne grupy dialektalne – czeską, środkowomorawską (hanacką), wschodniomorawską (morawskosłowacką) oraz śląską.
Jest to język urzędowy Czech oraz jeden z urzędowych w Unii Europejskiej. Regulacją zajmuje się Instytut Języka Czeskiego Akademii Nauk Republiki Czeskiej.

## Historia języka czeskiego
Czesko-słowacka podgrupa etniczno-językowa wyodrębniła się w wieku IX, kiedy to migracje Madziarów odcięły ją od Słowian południowych i spowodowały jej zwrócenie się w kierunku Słowian zachodnich.
Najstarsze zabytki języka czeskiego pochodzą z XII w. W XIII i XIV w. rozwija się piśmiennictwo religijne i świeckie w tym języku (wcześniej w użyciu był język staro-cerkiewno-słowiański, który był językiem piśmiennym państwa wielkomorawskiego). Od tego czasu następuje okres rozkwitu języka czeskiego, zwłaszcza dzięki działalności Jana Husa. W okresie od X do XVI w. język czeski wywarł znaczący wpływ na słownictwo i ortografię języka polskiego.
Od roku 1620, po przegranej z Habsburgami Bitwie na Białej Górze, następuje upadek języka, który staje się językiem chłopstwa, podczas gdy szlachta i mieszczaństwo posługuje się niemieckim.
Dopiero pod koniec XVIII w. budzi się na nowo czeska świadomość narodowa i potrzeba wskrzeszenia języka czeskiego. W XIX w. kształtuje się współczesny język literacki (spisovná čeština), do czego przyczynił się znany czeski lingwista Josef Jungmann. Do XVI-wiecznego słownictwa czeskiego wprowadził on wiele wyrazów gwarowych oraz z innych języków słowiańskich pochodzenia polskiego lub rosyjskiego.

## Fonetyka i pisownia
Do głównych różnic w stosunku do języka polskiego należą:
- zachowanie iloczasu samogłosek
- zanik samogłosek nosowych
- zgłoskotwórcze r i l (sonanty)
- wprowadzenie rozróżnienia między dźwięcznym laryngalnym h [ɦ] a bezdźwięcznym welarnym ch [x] (po tym jak w XV-XVI w. pierwotne g przeszło w h: główny to hlavní).

Do zapisu języka czeskiego stosuje się zmodyfikowany alfabet łaciński. Czeska abeceda liczy 42 litery:
Aa Áá Bb Cc Čč Dd Ďď Ee Éé Ěě Ff Gg Hh CHch Ii Íí Jj Kk Ll Mm Nn Ňň Oo Óó Pp Qq Rr Řř Ss Šš Tt Ťť Uu Úú Ůů Vv Ww Xx Yy Ýý Zz Žž
Znaki diakrytyczne to kreseczka (čárka), kółko (kroužek) i daszek (háček, ť i ď to również litery z daszkami – majuskuły to Ť i Ď).
- Kreseczka nad samogłoską oznacza długość (iloczas).
- Ů wymawiane jest identycznie jak ú, ale ů nie pojawia się na początku wyrazów, a ú pojawia się w środku tylko w wyrazach obcych i złożeniach.
- I i y oraz í i ý wymawia się jednakowo, z jednym wyjątkiem: t, d, n w wyrazach rdzennie czeskich przed i i í wymawia się jak ť, ď, ň. Ny, ný oraz ni i ní w wyrazach obcych wymawia się możliwie twardo, w sposób trudny dla Polaka, jak w angielskim knee – kolano. Również si, zi, ci wymawia się możliwie twardo, jak w wyrazach sinus, bezimienny, cirrus.
- Czeskie samogłoski krótkie i długie zazwyczaj odpowiadają pod względem barwy polskim (zobacz [ɛ], [ä], [u]). Jedynie czeskie o/ó jest zwykle nieco węższe [o̞] (niekiedy, zwłaszcza w Pradze i Czechach właściwych jak polskie: [ɔ]), czeskie i/y wymawia się pośrednio między polskimi i a y ([ɪ]) (í/ý ma barwę polskiego i ([i])), a krótkie u niekiedy interpretuje się jako [ʊ].
- Ě odpowiada polskiemu ie, z tym, że
  - jedynie tě, dě, ně wymawia się jak ťe, ďe, ňe;
  - bě, pě, vě, fě wymawia się jak bje, pje, vje, fje.
  - mě wymawia się jak mňe.
  - po innych spółgłoskach ě się nie pojawia.
- Połączenia ou i obce au wymawia się jak jedną sylabę, czyli dyftongi ou̯, au̯.
- R i l między spółgłoskami i na końcu wyrazu po spółgłosce są zgłoskotwórcze (tworzą sylaby)
- Ť, ď wymawia się jak jak [c] i [ɟ].
- Ň równa się polskiemu ń.
- Š, č, ž odpowiadają polskim sz, cz, ż, jednak ich wymowa jest bardziej palatalna, podobnie pojawiające się głównie w wyrazach obcych dž wymawiane jest jak dż.
- Ř odpowiada polskiemu rz, a jego wymowa, w przybliżeniu r + ż (lub r + sz, kiedy polskie rz wymawia się jak sz) jednocześnie, jest trudna nawet dla niektórych Czechów.
- Dwuznak ch w słownikach traktuje się jak osobną literę znajdującą się po h (Ale normalnie tylko c jest wielkie, np.: Chtěl být blíže k přírodě. – Chciał być bliżej przyrody.). Wymawiany jest bezdźwięcznie, jak polskie ch, natomiast h wymawia się dźwięcznie.
- V odpowiada polskiemu w.
- Litery j na początku wyrazu przed spółgłoskami wymawia się, np. jsem /jsem/ (jestem), jméno /jméno/ (imię). Tylko potocznie nie wymawia się, np. jsem /sem/ (jestem), jméno /méno/ (imię).
- Inaczej niż w polskim podwójne spółgłoski wymawia się jak jedną, np. panna (dziewica), měkký (miękki).
- G, x, q, w i ó używa się wyłącznie w wyrazach obcych, np. hamburger, galaxie (galaktyka), tón (ton).
- Miękkotematowe rzeczowniki żeńskie obcego pochodzenia (jak wyżej wspomniane galaxie, Lucie, Francie) wymawia się odpowiednio /galaksije/, /lucije/, /francije/. Zasadniczo wszystkie połączenia i- z samogłoskami w wyrazach obcego pochodzenia wymawiane są jako /ij-/ (np. impresionista wymawiany jest jako /impresijonista/).
- Partykuła ne z czasownikami pisana jest łącznie, inaczej niż w języku polskim: nepoužívám (nie używam).
- Akcent pada zawsze na pierwszą sylabę.

## Gramatyka
Podstawy gramatyki języka czeskiego są podobne do języka polskiego. Podobnie jak w polszczyźnie występuje siedem przypadków rzeczownika. Jednakże ten (nawet w liczbie mnogiej) zawsze pozostaje w swoim rodzaju (on, ona, ono ⇒ oni, ony, ona).
W przeczeniu przypadek dopełnienia nie zmienia się, inaczej niż w polszczyźnie. Np.
pol. Mam dom. (biernik)
cz. Mám dům. (4. pád – biernik)
pol. Nie mam domu. (dopełniacz)
cz. Nemám dům. (4. pád – biernik)

## Słownictwo
Czeska leksyka wykazuje wiele zbieżności z zasobem słownym języka polskiego. Między językami istnieją jednak liczne wyrazy zdradliwe: niektóre wyrazy polskie mają dla Czechów znaczenie wulgarne (np.: odpowiednik polskiego szukać określa w sposób wulgarny czynność spółkowania), albo też przybierają po prostu inny sens (np. důvod to nie dowód a powód, původ z kolei oznacza „pochodzenie”). W niektórych przypadkach czeszczyzna może słusznie wydawać się podobna do staropolszczyzny i współczesnego etnolektu śląskiego.
Ponadto w języku czeskim nie brakuje kalk językowych z języka niemieckiego, który kiedyś dominował na terenach dzisiejszych Czech. Dominacja ta, a następnie oczyszczanie języka zastępowaniem obcych słów wyrazami pochodzenia słowiańskiego spowodowały, iż czeszczyzna jest często podobna, pod względem syntaktycznym i słowotwórczym, do języka niemieckiego.
cz. jednadvacet (częściej: dvacet jedna)
niem. einundzwanzig
pol. dwadzieścia jeden
cz. Viděl jsem ho přicházet. (Viděl jsem ho, jak přichází. Viděl jsem, jak přichází.)
niem. Ich habe ihn kommen sehen
pol. Widziałem go, jak przychodzi.
cz. Chtěla bych si dát (nechat) obarvit vlasy.
niem. Ich möchte mir die Haare färben lassen.
pol. Chciałabym ufarbować włosy.
cz. Můj pes slyší na jméno Džok.
niem. Mein Hund hört auf den Namen Dżok.
pol. Mój pies wabi się Dżok. Mój pies reaguje na imię Dżok

## Powstanie i rozwój
Język czeski powstał z języka prasłowiańskiego. Należy do grupy zachodniej, chociaż rozwój grup typu TorT (ale już nie orT-) odbył się tak, jak w grupie południowej.
korva > krava > kráva (pol. krowa < krova)
melko > mlěko > mléko (pol. mleko < mleko)
olketь > loketь > loket (pol. łokieć)
Poniżej przedstawiono historię języka czeskiego w porównaniu z historią języka polskiego:
- Prelabializacja przed ą nie zaszła, za to zaszła w gwarach i języku potocznym przed o:
pol. węgiel, cz. uhlí
oko > oko, gwarowe voko (pol. oko)
- šč, ždž > šť, žď i zanik zwarcia: dz´ > z, g > h
ščitъ > štít (pol. szczyt)
nodzě > noze (pol. nodze)
gostь > host (pol. gość)
- Przemiany samogłosek
  - i, y, e, a, o, u przetrwały w zasadzie bez zmian (brak miękczenia przed e)
veslo > veslo (pol. wiosło)
darъ > dar (pol. dar)
dobrъjь > dobrý (pol. dobry)
voda > voda (pol. woda)
uxo > ucho (pol. ucho)
  - ь, ъ > 0, e (rozwój jerów jak w polskim, ale brak miękczenia przed ь)
pьsъ > pes, ale pьsa > psa (pol. pies, psa)
sъnъ > sen (pol. sen)
  - ě > ´e
běgъ > běh (pol. bieg)
pěna > pěna (pol. piana)
  - ą > u; ę > ´e, a (zanik nosowości. ´e < ę raczej przed miękkimi spółgłoskami)
nogą > nohu (pol. nogę)
pętь > pět (pol. pięć)
pętъjь > pátý (pol. piąty)
  - jedynie spółgłoska r była miękczona konsekwentnie, co upodobniło ją do k, g, x zmiękczonych w okresie prasłowiańskim
redk- > ředkvička (pol. rzodkiewka)
ręd- > řada (pol. rząd)
  - zaszło jakby postępowe miękczenie samogłosek (polski przegłos lechicki można określić jako wsteczne utwardzanie): ´a > ě, ´u > i, ´e:, ´a:, ´u: > í
zemja > země (pol. ziemia)
ljudьje > lidé (pol. ludzie)
zemją > zemi (pol. ziemię)
tęti > tít (pol. ciąć)
-xodьnjaja > východní (pol. wschodnia)
zemjeją > zemí (pol. ziemią)
  - Długie samogłoski powstawały według nieco innych reguł niż w języku polskim.
domъ > dům (pol. dom)
rovъ > rov (pol. rów)
męta > máta (pol. mięta)
    - łączenia dwóch sylab w jedną (grupy typu ojo) zachodziło jakby nieco częściej
moja > má (pol. moja, ma)
    - dyftongizacja i monoftongizacja, np. o: > uo > ů /u:/ (pol. o: > ó: (o pochylone) > ó > u); u: > ou (w śródgłosie i wygłosie, czyli w środku i na końcu wyrazu; częściowo również analogiczne procesy z e i i)
domъ > do:m > duom > dům (pol. dom)
bělъjь > b´e:ly: > bielý > bílý, gwarowe bílej (pol. biały)
buda > bouda (pol. buda)
potęgnąti > potáhnouti (pol. pociągnąć)
bykъ > býk, gwarowe bejk (pol. byk)
    - w wyrazach obcych pojawiają się ó i ú w środku wyrazu
nóta (pol. nuta)
gól (pol. gol)
skútr (pol. skuter)
    - ogólnie iloczas pozostał
lěto > léto (pol. lato)
lipa > lípa (pol. lipa)
ul(j?)ь > úl (pol. ul)
panъ > pán (pol. pan)
- Sonanty w zasadzie przetrwały. l´ i r´ zlały się z l i r. Jedynie sonant l niekiedy (zwłaszcza po przedniojęzykowych i szumiących) dał lu
krkъ > krk (pol. kark)
čr´nъjь > černý (pol. czarny)
zr´no > zrno (pol. ziarno)
vr´t- > vrták (pol. wiertło)
vr´xъ > vrch (pol. wierzch)
vr´ba > vrba (pol. wierzba)
dl´gъjь > dlouhý (pol. długi)
stlpъ > sloup (pol. słup < stłup)
slnьce > slunce (pol. słońce)
vl´na > vlna (pol. wełna)
čl´n- > člun (pol. czółno)
žl´tъjь > žlutý (pol. żółty)
vl´kъ > vlk (pol. wilk)
mlv- > mluvit (pol. mowa < mołwa)
  - Powstały też nowe sonanty, np.
jablъko > jablko (pol. jabłko, potocznie /japko/)
- yr > er
sěkyra > sekera (pol. siekiera)
- Wzmocnienie miękkości: t´, d´, n´ > ť, ď, ň. Np.:
těsto > těsto /ťesto/ (pol. ciasto)
- Przejście miękkości nie zaszło
medvědь > medvěd (pol. niedźwiedź < miedźwiedź)
- Zanik miękkości
  - c´, s´, z´ (również < dz´) i l´ straciły miękkość, zlewając się z twardymi wariantami (c´ nie miało takiego wariantu). Np.:
sěno > seno (pol. siano)
  - podobnie jak w polskim p´, b´, w´, f´, m´ straciły miękkość na końcu wyrazu i przed spółgłoską. Np.:
goląbь > holub (pol. gołąb)
  - inaczej niż w polskim š, ž, č, ř < r´ zachowały miękkość
či > či (pol. czy)
čestь > čest /č´est/ (pol. cześć)
- Czwarta palatalizacja nie zaszła
nogy > nohy (pol. nogi)
kъ > ke, k (pol. ku < *kie, k)
- Zapis i i y jest oparty na dawnej wymowie, która była zgodna z prasłowiańską, z tym że powstało wiele nowych i (í) z u i długich samogłosek po miękkich spółgłoskach (patrz wyżej). Współcześnie wymowa i i y zlała się, pozostało tylko rozróżnienie w wymowie t, d, n przed i/y.
pivo > pivo (pol. piwo)
myšь > myš /miš´/ (pol. mysz)
ninъjь > nynější (pol. niniejszy)
- ji pozostało
dojiti > dojit (pol. doić)
jixъ > jich (pol. ich)

Akcent, pierwotnie ruchomy, ustalił się na pierwszej sylabie, tak jak w języku staropolskim.

## Gwary
1a – dialekt północno-wschodnioczeski
     1b – dialekt środkowoczeski
     1c – dialekt południowo-zachodnioczeski
     1d – dialekt czesko-morawski
     dialekt środkowomorawski
     dialekt wschodniomorawski
     4a – dialekt śląsko-morawski
     4b – dialekt śląsko-polski
     nowe dialekty mieszane

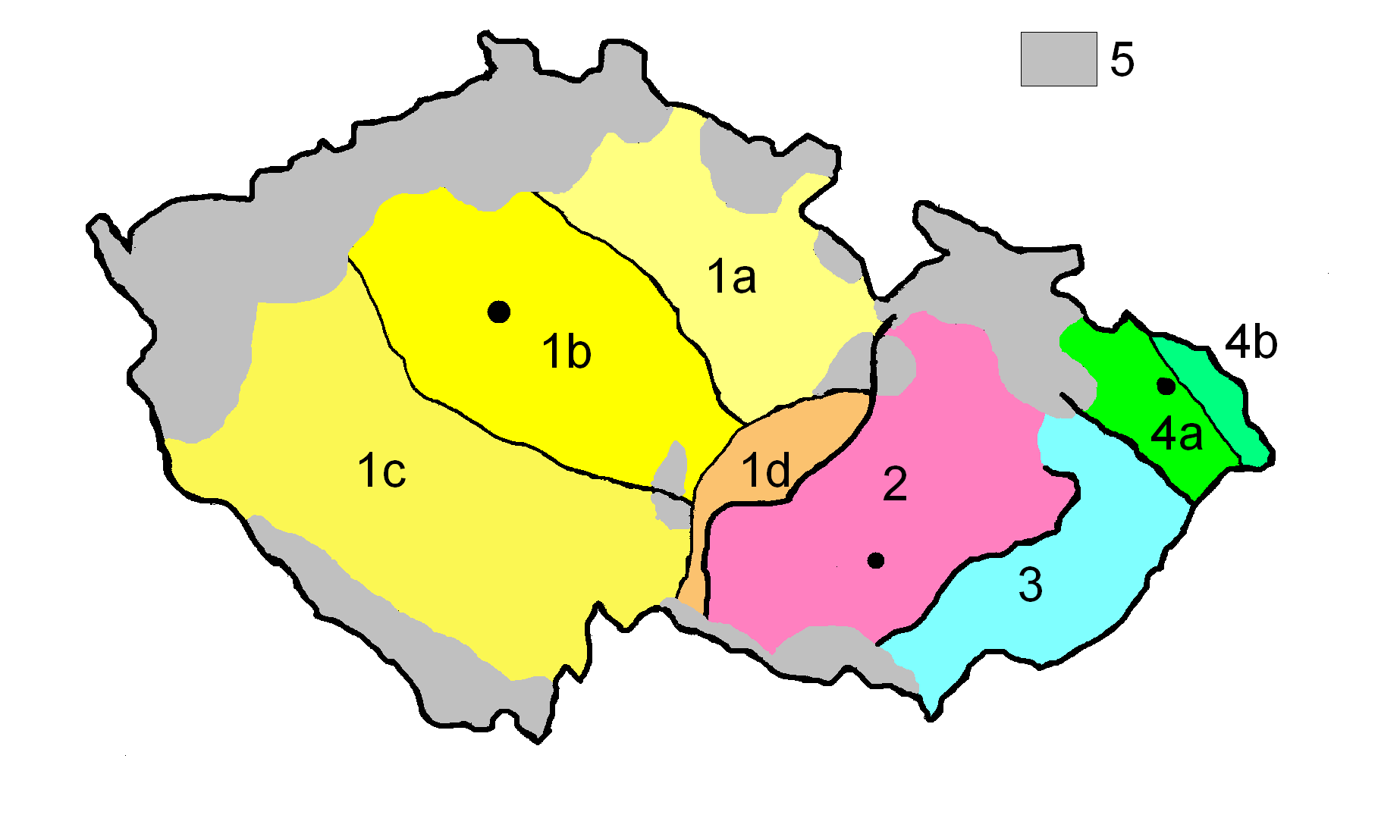
1. Grupa czeska (dialekty czeskie właściwe)
1a
1a – dialekt północno-wschodnioczeski
1b – dialekt środkowoczeski
1c – dialekt południowo-zachodnioczeski
1d – dialekt czesko-morawski
2. Grupa środkowomorawska
dialekt środkowomorawski
3. Grupa wschodniomorawska
dialekt wschodniomorawski
4. Grupa śląska
4a – dialekt śląsko-morawski
4b – dialekt śląsko-polski
5. Pozostałe
nowe dialekty mieszane

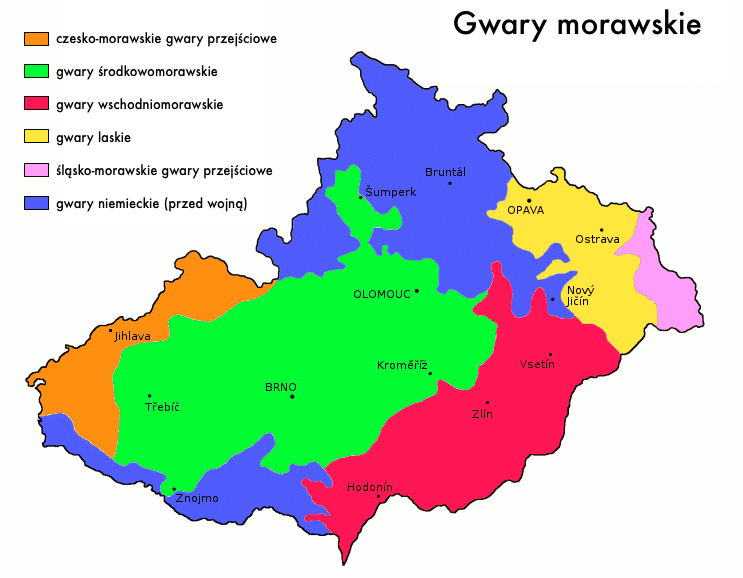
Dialekty morawskie języka czeskiego

Interdialekt ogólnoczeski (obecná čeština) i gwary ludowe wyraźnie różnią się od języka standardowego/literackiego (spisovná čeština) (występującego w wariancie pisanym: psaná čeština i potocznym: hovorová čeština). W niemal wszystkich gwarach przeszło prasłowiańskie g na h, lecz powstało nowe g jako wariant kombinatoryczny bezdźwięcznego k (na przykład jagživ). Wszystkie gwary poza laskimi posiadają długość fonologiczną i akcent na pierwszej zgłosce. Palatalizowane s', c', z' względnie palatalne ś, ć, ź uległy w większości depalatalizacji, tylko w gwarach laskich albo zachowały się, albo przeszły w š, č, ž. Fonemów ť, ď nie ma w części gwar laskich (te mają dźeći albo džeči zamiast ďeťi) i w gwarach kopaniczarskich (dzeci). Niemal w żadnej gwarze czeskiej nie przeprowadzono przegłosów  'ě > a i  'e > o, w czeskim więc występują postaci sestra, bříza, viděl (siostra, brzoza, widział). W gwarze branickiej jest przegłos e > o po š, č, ž, ř, ć, dź, ň, l, j, na przykład ňobudźoćo, sklop, pijo (nie będziecie, sklep, pije). Wzdłużenie zastępcze istnieje nadal zwłaszcza w dialektach wschodniomorawskich (na przykład kopál zamiast kopal), w gwarach laskich są refleksem wzdłużenia zastępczego samogłoski pochylone (na przykład kopoł zamiast kopáł).
W Czechach właściwych najwyraźniej wyodrębnia się gwara praska. Dalsze specyficzne grupy dialektów istnieją około Pilzna i w Czechach wschodnich, gdzie zachowała się dwuwargowa wymowa w (na przykład prauda). Na granicy z Morawami występują przejściowe dialekty czesko-morawskie.
Morawy są bardziej zróżnicowane gwarowo niż Czechy właściwe, gdzie używany jest język ogólnoczeski. Na Morawach i Śląsku czeskim rozróżnia się grupę środkowomorawską (hanacką), wschodniomorawską (wałaską oraz słowacką), laską i kopaniczarską. Odrębny zespół gwar tworzą gwary wschodniolaskie, nawiązujące na północy Moraw na gwary zachodniej Słowacczyzny. Wskutek języka słowackiego gwary wschodniomorawskie rozpadły się na dwie podgrupy. Najbardziej archaiczna jest gwara Wołoszczyzny morawskiej, gdzie jest jeszcze różnica w wymowie i/y i l/ł. Gwara ta jest bliższa dialektom laskim i czadeckim niż czeszczyźnie literackiej, chociaż zachowała ona dawny iloczas (długość fonologiczną), różny jednak od stanu ogólnoczeskiego. Leksyka zawiera sporo karpatyzmów.
Gwary Słowacczyzny morawskiej zbliżone są znacznie do dialektu wałaskiego, lecz fonetycznie są one bardziej podobne do przyległych gwar Słowaczyzny węgierskiej (rejon etnograficzny Záhorie). Na podstawie gwar rejonu etnograficznego Slovácko powstał literacki mikrojęzyk, użyty przez Zdeňka Galuškę w książce Slovácko sa súdí aj nesúdí (Słowacczyzna morawska się sądzi i nie sądzi). Gwary Słowacczyzny różnią się od pozostałych gwar wschodniomorawskich jednakową wymową i/y oraz brakiem słownictwa karpackiego (karpatizmów wołoskich).
Dla dialektu hanackiego charakterystyczna jest szeroka wymowa samogłosek y oraz u, na przykład rebe (ryby), čoňo (gębę). Ogólnoczeskie dyftongi ej, ou uległy monoftongizacji, na przykład malé (mały, por. malej), staró (starą, por. starou). Gwary wschodniomorawskie nie przeprowadziły przegłosu u > i oraz a > e, występuje tam więc našú zamiast naší (naszą), podívaj sa zamiast podívej se (popatrz) itp.
Na skrajnym wschodzie Moraw w Białych Karpatach używany jest w kilku wsiach dialekt języka słowackiego (tzw. dialekt kopaniczarski), w którym czas przeszły tworzy się końcówką historycznie wywodzącą się z aorystu jak w gwarach śląskich (na przykład pasłach). Występuje tu również odrębny fonem dz (na przykład cudzy), który jest w innych gwarach czeskich tylko wariantem kombinatorycznym. Czeskie ť, ď wymawia się tam jak c, dz (na przykład dzeci), więc tak samo jak w gwarach mieszanych polsko-słowackich na wschodzie Słowacji. Odmiana miękkich przymiotników ma co do postaci słowackie końcówki (na przykład obecňá zamiast obecní), lecz ostatnia spółgłoska pozostaje miękką. W celowniku i miejscowniku rzeczowników rodzaju żeńskiego przeprowadzono usunięcie palatalizacji spółgłoski przed końcówką, mówi się więc o matke zamiast matce. Wszystkie czasowniki mają w 1. osobie l. p. końcówkę -m, powstałą drogą wyrównania analogicznego (zgodne końcówki wschodniolaskie są wynikiem rozłożenia nosówki w wygłosie), na przykład čtem zamiast čtu, kupujem zamiast kupuji/u.
Gwary laskie najbliższe są ze wszystkich gwar czeskich językowi polskiemu. Dwie ich cechy powstały pod wpływem polskim: brak długości fonologicznej oraz istnienie samogłosek pochylonych (tylko w części Laszczyzny). Inne cechy zgodne z polskim są zachowaniem stanu praczeskiego (na przykład akcent na przedostatniej sylabie). W gwarach tych więc mówi się jo sym był (ja byłem), vidźełech (widziałem), śeno je skludzune itd. Na terenach, które stykały się od dawna z gwarami śląskimi polskiego typu, zapanowało nima hiperpoprawnie) we wszystkich pozycjach czeskiego není. Gwara Morawskiej Ostrawy stanowi podstawę ówczesnego interdialektu śląskiego. Wyraźną cechą gwar wschodniolaskich jest zachowanie względnie refleksy nosówek (rozłożonych). Końcówka biernika rzeczowników rodzaju żeńskiego -em powstała rozłożeniem pierwotnej nosówki w wygłosie. W ostatnim czasie ulega całkowitemu odnosowieniu.
W części Głubczyckiego i Raciborskiego używa się w kilku wsiach czeskiej gwary opawskiej. Mieszkańcy tych wsi nazywają się Morawcami i swój język „morawskim”.
Interdialekt ogólnoczeski powstał na podstawie gwary środkowoczeskiej (praskiej). Jest on charakteryzowany szeregiem zmian samogłoskowych, które miały miejsce często już w XV wieku, częściowo pod wpływem niemieckim. Samogłoski i i y zlały się, czego wynikiem był synkretyzm pewnych postaci przymiotników. Zgodnie z rozwojem w języku niemieckim długie ý przeszło przez aj w ej (diftongizacja) i pierwotne é zmieniło się na ý. Z długiego ú powstała przez au dwugłoska ou. W dodatku miał miejsce przegłos  'u > i oraz  'a > e, na przykład našú > naší, naša > naše.

### Próbki gwarowe
| Odmiana        | Przykład                       | Przykład            |
| -------------- | ------------------------------ | ------------------- |
| literacki      | Dej mouku ze mlýna na vozík.   | Měla jsem dvě děti. |
| ogólnoczeski   | Dej mouku ze mlejna na vozejk. | Měla sem dvě děti.  |
| hanacki        | Dé móko ze mléna na vozék.     | Měla sem dvě děti.  |
| górnoostrawski | Daj muku ze młyna na vuzek.    | Měła sym dvě dźeći. |
| kopaniczarski  | Daj múku ze muýna na vozík.    | Mauach dve dzeci.   |

## Wpływ języka czeskiego na język polski oraz polskiego na czeski
W średniowieczu język czeski był dla polskiego jednym z głównych źródeł zapożyczeń językowych.
Wpływy czeszczyzny na polszczyznę dzielimy dwojako:
- pośrednictwo w przyjmowaniu wyrazów łacińskich (szczególnie terminologii chrześcijańskiej, ze względu na wpływ tej religii po przyjęciu chrztu w 966 roku od Czechów przez Mieszka I)

Przykładem są: kościół (cz. kostel z łac. castellum), opat (cz. opat z łac. abbate), poganin (cz. pohan z łac. paganus).
- kształtowanie fonetyczne wyrazów staropolskich.

Wpływ ten widoczny jest choćby w nazwach niektórych miejscowości na Śląsku w zaniku samogłosek nosowych, np. Prudnik (zamiast *Prądnik).
Fonetyczne wpływy czeskiego to także przekształcenia takie jak: wiesiele (staropolski) – wesele (polski), sierce – serce, obywaciel – obywatel.
W renesansie wpływy czeskie na język polski znacznie osłabły, odtąd zapożyczenia z tego języka stały się o wiele rzadsze.
W okresie odradzania się tożsamości czeskiej, wielu czeskich historyków i językoznawców powoływało się na wspólnotę językową i korzystało z zasobów języka polskiego w tworzeniu literackich podstaw języka czeskiego (podobna sytuacja miała miejsce na obszarze dzisiejszej Słowacji).

## Przykłady języka
| wersja czeska | wersja polska |
| --- | --- |
| Všeobecná deklarace lidských práv | Powszechna deklaracja praw człowieka |
| Článek 1. Všichni lidé rodí se svobodní a sobě rovní co do důstojnosti a práv. Jsou nadáni rozumem a svědomím a mají spolu jednat v duchu bratrství. | Artykuł 1. Wszyscy ludzie rodzą się wolni i równi pod względem swej godności i swych praw. Są oni obdarzeni rozumem i sumieniem i powinni postępować wobec innych w duchu braterstwa. |